# 圣伊莱尔德拉诺阿耶
圣伊莱尔-德拉诺阿耶（法語：Saint-Hilaire-de-la-Noaille，法語發音：[sɛ̃.t‿ilɛʁ də lanɔaj]）是法国吉伦特省的一个市镇，属于朗贡区。

## 地理
圣伊莱尔-德拉诺阿耶（44°36'4"N, 0°0'6"E）面积11.45 平方千米，位于法国新阿基坦大区吉倫特省，该省份为法国西南部沿海省份，是法國本土面积最大的省，北起滨海夏朗德省，西临大西洋，南至朗德省，东南接洛特-加龍省，东临多爾多涅省。
与圣伊莱尔-德拉诺阿耶接壤的市镇（或旧市镇、城区）包括：罗克布吕讷、福塞和巴莱萨克、卢邦斯、蒙戈济、蒙塔古丹、拉雷奥勒、圣塞夫。
圣伊莱尔-德拉诺阿耶的时区为UTC+01:00、UTC+02:00（夏令时）。

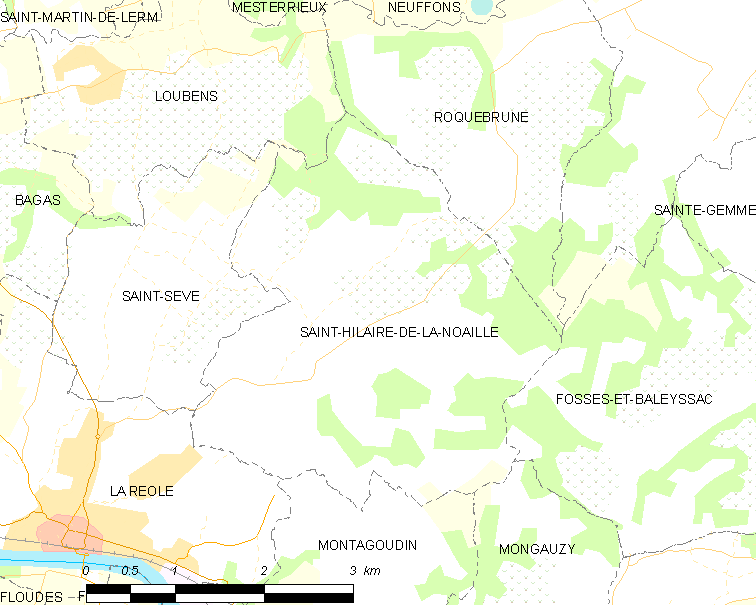
圣伊莱尔-德拉诺阿耶的OSM定位图

## 行政
圣伊莱尔-德拉诺阿耶的邮政编码为33190，INSEE市镇编码为33418。

## 政治
圣伊莱尔-德拉诺阿耶所属的省级选区为勒雷奥莱-莱巴斯蒂德县。

## 人口

1962-2008年间圣伊莱尔-德拉诺阿耶人口变化图示

圣伊莱尔-德拉诺阿耶于2022年1月1日时的人口数量为380人。